# Famille Koch

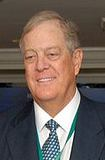
David Koch, 2007.

La famille Koch est une famille industrielle américaine, connue pour ses activités politiques et le contrôle de Koch Industries, la deuxième plus grande entreprise privée non cotée en bourse des États-Unis (115 milliards de dollars de chiffre d'affaires en 2013). La fortune familiale s'est construite à partir de Fred C. Koch, qui a développé une nouvelle méthode de craquage pour le raffinage du pétrole brut en essence,. Ses quatre fils se sont poursuivis en justice dans une lutte du pouvoir.
En 2018, la famille Koch s'est enrichie de 26 milliards de dollars pour atteindre 125 milliards de fortune cumulée.
Charles G. Koch et David H. Koch, aujourd'hui connus comme les frères Koch, sont associés aux fondations de la famille Koch. Ils ont aussi fondé et financé plusieurs organisations politiques conservatrices et libertariennes.

## Personnalités
- Fred C. Koch (23 septembre 1900 – 17 novembre 1967), ingénieur chimique et entrepreneur américain, fondateur d'une entreprise de raffinerie de pétrole, nommé par la suite Koch Industries et l'un des membres fondateurs de la John Birch Society[7],[8],[9],[10], épouse Mary Robinson (17 octobre 1907 – 21 décembre 1990), avec qui il aura quatre enfants :
  - Frederick R. Koch (1933-2020), collectionneur
  - Charles G. Koch (1935), CEO de Koch Industries
  - David H. Koch (1940–2019), vice-président de Koch Industries
  - William Koch (1940), homme d'affaires, navigateur et collectionneur

## Paradis fiscaux
Les frères Koch font partie des donateurs et personnes influentes du Parti républicain et du cabinet de Donald Trump, repérés par l'International Consortium of Investigative Journalists (ICIJ) comme étant à la fois hommes d'affaires proches alliés de Trump à Wall Street, et comme bénéficiant des réseaux de paradis fiscaux. Les autres conseillers et/ou donateurs de Donald Trump dans cette situation sont Stephen Schwarzman, Rex Tillerson, Wilbur Ross, Paul E. Singer, Sheldon G. Adelson, Steve Wynn, Thomas J. Barrack Jr., Gary Cohn, Robert Mercer, Carl Icahn, Geoffrey Harrison Palmer, Randal Quarles. Très opposé à la taxation des riches, Schwarzman a comparé le plan de l’administration Obama visant à augmenter les taxes dues par les dirigeants de Hedge funds à l‘« invasion de la Pologne par Hitler » (s’excusant ensuite de cette analogie qu'il a reconnue inappropriée).

## Pour approfondir